# Модем Famicom
Family Computer Network System (яп. ファミコンネットシステム Сетевая служба семейного компьютера), также Famicom Modem — периферийное устройство для игровой приставки Famicom от фирмы Nintendo. Устройство вышло в 1988 году эксклюзивно для японского рынка и использовало формат карт, подобный примененному на устройствах Hudson Soft/NEC PC Engine.
Устройство осуществляло доступ к серверу, который поддерживал возможность чата между пользователями, предоставлял некоторые чит-коды, анекдоты, прогнозы погоды и незначительное количество загружаемого контента. Пользователь также мог осуществлять торговлю акциями в режиме реального времени. Также сервера предоставляли возможность одновременной игры при подключении через модем Famicom. Большинство из игр, поддерживающих такой режим, были портированы с формата обычного картриджа, и в настоящее время среди коллекционеров считаются редкими.
Идею загружаемого контента Nintendo в дальнейшем развивала в Satellaview для Super Nintendo, Nintendo 64 DD, GameCube, Game Boy Advance Cable, магазине DS Download Play для Nintendo DS, магазине и службе WiiConnect24 для Wii, магазине DSi Shop для Nintendo DSi, и в службе eShop для Nintendo 3DS и Wii U. Также эта идея широко представлена на рынке в магазинах для Microsoft Xbox 360, Sony Playstation 3, а также в приложении Steam для ПК.

## Предпосылки
Когда через 4 года после запуска Famicom в Японии в 1983 было продано в общей сложности более 12 миллионов приставок, финансовая компания Nomura Securities также захотела принять участие в монетизации стремительно открывающегося рынка. Идея была в предоставлении пользователям приставки возможности в реальном времени проверять изменение цены на акции и производить с ними операции купли-продажи. Понимая открывающиеся перед рынком возможности, Nintendo организовала разработку устройства и служб, которые бы объединили пользователей и предоставили бы им определённые сервисы развлекательного характера. Однако к тому времени, когда модем Famicom был готов выйти на рынок, ситуация на финансовых рынках изменилась в худшую сторону, что снизило интерес финансовых компаний. Впоследствии Nintendo так и не смогла на должном уровне монетизировать сетевые игры.
Летом 1987 года Масаюки Уэмура из подразделения R&D2 в ходе телефонного разговора с тогдашним президентом Nintendo получил задание рассмотреть возможность создания сетевой службы для Famicom совместно с финансовой компанией Nomura Securities. Уэмура не хотел тратить слишком много времени на посещение Nomura Securities, и вместо этого организовал семинар с их представителями, в ходе которого и получил все имевшиеся пожелания.
Предложение было следующим: Nomura Securities хочет превратить Famicom в компьютерный терминал и связать его с основной системой по телефонной сети, тем самым предоставляя пользователям текущие сведения относительно курсов ценных бумаг и другую финансовую информацию, дополненную возможностью совершения сделок. Для реализации этого Nomura Securities была готова начать разработку соответствующего ПО, включая создание базы данных информации, предназначенной для пользователей. Роль Nintendo сводилась к созданию специализированного модема, который позволил бы подключить Famicom к телефонной сети.
Предложения о разработке подобного устройства несколько раз возникали внутри подразделения Nintendo R&D2. Основным преимуществом указывалось возможность получения от сетевой игры сравнимого удовольствия с игрой при непосредственном участии друзей. Однако, разработка каждый раз не начиналась, потому что не существовало игр и разработок, которые бы поддерживали такую возможность. В этот же раз Nomura Securities уже разрабатывала базу данных, поэтому в Nintendo смогли увидеть рынок для модема Famicom. Когда разработка была официально подтверждена, Nintendo стала получать предложения о сотрудничестве также от банков и некоторых компаний, устраивающих тотализаторы, например, Japan Racing Association. Так, например, совместная служба с Japan Racing Association была запущена в 1991.

## Технические особенности
Ведущую роль в разработке сыграл Такао Савано, заместитель начальника отдела Nintendo EAD. Первым, что он сделал, было оригинальное начальное меню. В то время традиционно меню выполнялось в виде списка с пронумерованными пунктами, при этом пользователь мог самостоятельно ввести номер желаемого пункта с клавиатуры. Однако для Famicom, у которого не было клавиатуры, такой способ оказывался неприемлемым. Савано предложил следующий способ: меню представляло собой длинный список, прокрутка которого активизировалась стрелочными кнопками и продолжалась, пока пользователь её не отменит. Nomura Securities приняли эту идею и использовали в своей системе.
Устройство было спроектировано таким образом, чтобы пользователь имел возможность использовать сменные программы на картриджах помимо встроенных в ПЗУ устройства программ для работы с финансовой информацией. Также в ПЗУ была записана таблица символов Кандзи и программное обеспечение, ответственное за работу со схемотехникой устройства. Также устройство содержало БИС разного назначения, например, для аппаратной реализации криптосистемы с открытым ключом, что увеличивало безопасность при использовании устройства. Nintendo представлял модем Famicom как устройство, гарантирующее высокую степень безопасности данных пользователя, однако на практике они почти никогда не использовались. По мнению Савано это связано с незначительным распространением в целом сетевых служб в то время, чтобы подобные функции были действительно полезны в домашних системах конечным пользователям.

## Тестирование и запуск
К июлю 1988 года Nintendo изготовила 1500 рабочих прототипов устройства, которые Nomura Securities распространила для тестирования среди своих клиентов. В то время на рынке надувался «пузырь», поэтому люди были заинтересованы в устройстве, через которое они могли бы следить за ценами акций. По мнению Уэмуры, это создало атмосферу вокруг появления модема Famicom, лучше которой не могло бы существовать. После небольшого периода тестирования было запущено массовое производство.
Однако примерно в то же время на рынке появилась компания Micro Core, не связанная ни с Nintendo, ни с Nomura Securities, предложившая аналогичное устройство. Micro Core имела соглашения Yamaichi Securities и Bridgestone. Обе конкурирующие системы имели широкую рекламную поддержку от стоящих за ними финансовых структур. В скором времени эти две системы вытеснили с рынка другие подобные решения.

## Проблемы и недостатки
Сразу после запуска устройства Nintendo столкнулась с техническими проблемами. Так, например, телефонная сеть DDX-TP, используемая для соединения серверов Nomura Securities и модемов Famicom, не была достаточно стабильной. DDX-TP — это сеть, которой управляла NTT, используемая для передачи пакетных данных в DDX, центр обработки пакетов. По мнению Уэмуры, иногда передача данных оканчивалась ошибкой по непонятной причине. Если пользователь не предпринимал никаких особенных действий, ошибка через некоторое время исчезала сама. Вероятно, проблему следовало искать в том, что сеть DDX-TP также была запущена в 1988 и некоторые проблемы в ней могли ещё оставаться не устранёнными, что делало саму сеть нестабильной. В некоторых домохозяйствах, столкнувшихся с подобной проблемой, специалистами Nintendo был обнаружен слишком высокий уровень сигнала на выходе абонентского свитча.
Проблемы не ограничивались лишь только нестабильным соединением. Как пояснял Уэмура, компания не смогла успешно продвигать периферийное устройство для игровой приставки, ориентированной на детскую и юношескую аудиторию, в среде деловых людей и высококвалифицированных клиентов финансовых корпораций.
Также компания получала претензии от клиентов, испытывающих проблемы с соединением Famicom, модема и телевизора в единую систему. Компания также столкнулась с недовольством некоторых клиентов ввиду отсутствия пересылки данных, даже несмотря на то, что подключение модема к телефонной сети не было осуществлено. В случае, если в квартире телефонная линия и телевизор располагались в разных комнатах, предполагалось использование шнура-удлинителя телефонного провода, что для некоторых клиентов было недопустимо, в результате компания сталкивалась с возвратами систем.
Другой проблемой была невостребованность контента за пределами финансовых информационных служб. Лишь некоторые клиенты проявляли к ним интерес, несмотря на доступность большого числа разнообразных форм контента. Видимо, так сложилось из-за преимущественного интереса пользователей только к информации о текущих котировках. Как результат такого подхода пользователей даже система совершения сделок пользовалась лишь незначительным спросом. Уэмура видит причину этого в том, что Famicom в первую очередь рассматривался как устройство для развлечения, игрушка. Поэтому система в целом страдала от недостатка доверия как к инструменту для совершения сделок.
К тому же когда цены на рынках стали снижаться, клиенты потеряли заинтересованность в личном контроле за ними, поэтому они переставали использовать систему. Количество отгружаемых систем снизилось на 130 тысяч. По мнению Уэмуры, вполне логично с точки зрения пользователей перестать использовать систему, которая отображает информацию, которая больше пользователю не нужна. Если рассматривать с этой стороны, модем Famicom был неплохим продуктом для времени повышенного интереса к финансовым рынкам. Однако было у него и другое применение. Таковым оказалось использование модема для получения информации о состоянии банковского счета. Банковские счета не подвержены такому ажиотажу как финансовые инструменты, а также в обществе всегда имеется аудитория, заинтересованная в доступе к своему банковскому счету из дома. Модем Famicom мог использоваться для удовлетворения этого спроса, однако здесь он сталкивался с конкуренцией со стороны домашних и настольных ПК. Изначально рыночная стратегия для модема Famicom была слабой.
Как заключает Уэмура, основное применение для модема Famicom после спада интереса к финансовому рынку состоит в размещении ставок на тотализаторе лошадиных бегов прямо из дома. Для размещения ставок на лошадиные бега кроме модема пользователи могут использовать специальные приложения для компьютеров или мобильных телефонов. 35 % модемов Famicom в то время использовалось именно для работы с тотализаторами. Продажи модемов исключительно для этого рынка составили 100 тысяч единиц.

## Совместная игра

Картридж с игрой Super Mario Club для модема Famicom

Nintendo не смогла воспользоваться преимуществами модема для организации совместной игры пользователей. Всего в то время было создано пять прототипов игр для модема, но ни одна из них не была издана официально. Одной из разработанных игр была интерпретация настольной игры Го. Эта игра очень нравилась президенту компании, и была разработана по его личному указанию. Как прокомментировал это Уэмура, особенностью совместной игры через модем является занятие телефонной линии длительное время. И, если эта проблема при передачи данных не вставала очень остро, то в случае компьютерных игр пользователи могли столкнуться с проблемой, вызванной длительным монопольным занятием модемом телефонной линии.
В США устройство планировали выпустить как средство проведения лотерей. Лотереи — это форма азартных игр, в которых успех определяется успехом угадывания комбинации чисел. Лотереи такого типа законодательно разрешены в некоторых штатах, в других же они запрещены. Например, в Миннесоте, где лотереи были разрешены, Nintendo производила поиск партнёра для проведения монетизации их продукта. Однако ожидания Nintendo с треском провалились. В ходе очередных губернаторских выборов в Миннесоте победил кандидат от Республиканской партии, сменивший на этом посту демократа. В результате чуть позже лотереи также были запрещены.
Со временем Nintendo нашла единственное применение для модема Famicom, разработанного совместно с Nomura Securities. Идея была в том, чтобы сделать из него своего рода аркадный автомат, нацеленный на магазины игрушек. Одной из таких игр, продававшихся в магазинах игрушек, была серия Super Mario Club, игры из которой создали значительную базу игровых обзоров. Для определения целесообразности такого подхода исследовательскими агентствами были проведены опросы, на их основе составлена база данных и рейтинги, размещенные в сети. По убеждению Уэмуры, это был именно тот самый случай, когда он ощутил соответствие системы её настоящему предназначению, была возможность оценить настоящие слабости системы. Одной из таких проблем было то, что телефонные линии оказывались перегружены, когда кто-то подключал себе такую услугу. По мере того как число пользователей росло, требовалось все больше увеличивать мощность оборудования. Было сложно оценить требуемый объём инвестиций.
С другой стороны преимуществом данного решения было то, что магазины игрушек также могли в любой момент получать доступ к базе данных. Nintendo в первом приближении понимало какую информацию хочет видеть в сети тот или иной магазин. Мнение пользователей передавалось напрямую компаниям. Пользователи ощутили сеть довольно привлекательной.
По мнению Уэмуры, именно эксперименты с модемом стали отправной точкой вхождения Nintendo в бизнес спутникового вещания и передачи данных в апреле 1995. Жизненный цикл модема Famicom и отказ от наращивания игровой базы для него произошли вопреки намеченному плану. В дальнейшем, уже на Super Nintendo компания перешла к полноценному предоставлению контента, используя для этого спутниковые технологии передачи данных.